# Mirza Babayev
Mirza Babayev (en azerí: Mirzə Babayev) fue actor de cine, cantante de Azerbaiyán, Artista del pueblo de la República de Azerbaiyán (1992).

## Biografía
Mirza Babayev nació el 16 de julio de 1913 en Bakú. En 1939 se graduó de la Universidad Estatal de Petróleo e Industria de Azerbaiyán. En 1948-1953 también estudió en la Academia de Música de Bakú en la clase de Bulbul, el famoso cantante de música folclórica de Azerbaiyán. Mirza Babayev fue interpretado en más de 30 películas. A lo largo de muchos años trabajó en la Filarmónica Estatal de Azerbaiyán. En 1992 fue galardonado con el título de “Artista del pueblo de la República de Azerbaiyán”.
Mirza Babayev murió el 14 de enero de 2003 en Bakú y fue enterrado en el Callejón de Honor.

## Filmografía
- 1956 - “No eso, entonces esto”
- 1957 - “Bajo el cielo caliente”
- 1959 - “¿Puede perdonarlo?”
- 1962 - “Telefonista”
- 1963 - “Romeo es mi vecino”
- 1964 – “Ulduz”
- 1966 – “La chica morena”
- 1966 - “¿Por qué eres silencioso?”
- 1971 - “Las estrellas no se apagan”
- 1975 – “Las manzanas son similares”
- 1976 - “Darvish explota París”
- 1977 - “El león salía de la casa”
- 1979 - “Interrogatorio”
- 1981 – “La vida de Uzeyir”
- 1981 - “No te preocupes, soy contigo”
- 1985 – “El robo del novio”
- 1985 - “Temporada de verano”
- 1991 – “Hola desde el otro mundo”
- 2001 – “Mirza Babayev”
- 2001 – “Qabil”

## Premios y títulos
- Artista de Honor de la RSS de Azerbaiyán (1956)
- Artista del pueblo de la República de Azerbaiyán (1992)
- Orden Shohrat (2002)